# Lomelosia austroaltaica
Lomelosia austroaltaica är en tvåhjärtbladig växtart som först beskrevs av Jevgenij Grigorjevitj Bobrov, och fick sitt nu gällande namn av J. Soják. Lomelosia austroaltaica ingår i släktet Lomelosia och familjen Dipsacaceae. Inga underarter finns listade i Catalogue of Life.